# 크리스티나 (스웨덴)
크리스티나(스웨덴어: Kristina, 1626년 12월 8일 ~ 1689년 4월 19일)는 스웨덴의 여왕(재위: 1632년 11월 6일 ~ 1654년 6월 6일)이다. 본명은 크리스티나 알렉산드라(Kristina Alexandra)이며, 1654년 퇴위한 뒤에는 도나 백작(Countess Dohna)이라는 이름으로도 알려졌다.
아버지는 스웨덴 왕인 구스타브 2세, 어머니는 브란덴부르크의 마리아 엘레오노라이다. 두 부모 사이에서 유일하게 살아남은 합법적인 자녀였던 크리스티나는 30년 전쟁 중 뤼첸 전투에서 부왕이 사망하자 6세의 나이에 추정상속인으로서 스웨덴의 왕좌를 물려받았고 28세에 자진 퇴위하였다. 이후 개신교에서 가톨릭으로 개종한 크리스티나는 모국 스웨덴을 떠나 프랑스와 이탈리아 로마에서 말년을 보냈으며, 사후 성 베드로 대성당에 묻혔다.

## 생애 초기
1626년 스웨덴 스톡홀름에서 출생하였다. 점성술의 삭의 시기에 태어나, 앞으로 태어날 아기가 사내아이기를 열망하면서 이 삭이 아이에 어떤 영향이 있을까 하는 억측들이 일어났다. 왕비와의 사이에서 얻은 두 아들을 각각 사산과 조졸로 잃은 구스타브 2세는 남자 상속자에 대한 압박이 매우 절실한 상황이었다. 기대와 달리 왕녀인 크리스티나가 태어났으나 구스타브 2세는 실망하지 않고 크리스티나에게 남자 옷을 입히고 보통 소년들과 다를 바 없는 방식으로 교육시켰다. 크리스티나 본인 또한 이와 같은 방식을 나쁘지 않게 여겨 부왕이 사망하여 더 이상 그러한 방식을 따를 필요가 없어진 뒤에도 여전히 남자 같은 의상과 태도를 고수하였다. 그러나 항상 관계가 좋았던 부친과 달리 모친과 크리스티나의 관계는 좋지 않았다. 호엔촐레른 가문 출신이었던 마리아 엘레오노라는 정신 혼란의 기질이 있었으며, 그녀의 난산으로 인하여 크리스티나에게 죄책감을 느끼게 하려고 시도했다. 또 다른 무서운 이야기는 왕위를 이을 상속자를 출산하려는 전망에 반하여 크리스티나에게 편견을 가지고 있었다.
부군인 구스타브 2세는 크리스티나가 군주가 되도록 교육받게 하는 조칙을 발표했다. 어린 아이였음에도, 크리스티나는 엄청난 조숙함을 보여주었다. 1649년 크리스티나가 23세 때에 그녀는 철학자 르네 데카르트를 스웨덴으로 초청해 교육을 받았다.(한 유명한 이야기에 의하면, 아침 일찍부터 시작된 강의가 1650년 폐렴으로 인한 죽음을 재촉했다고도 한다.) 크리스티나는 여왕이 아닌, 국왕 취임 선서를 했는데, 이는 구스타브 2세가 원해서였다. 성장 과정에서 그녀는 "소녀 왕"이라는 별명을 얻었다.

## 섭정 여왕

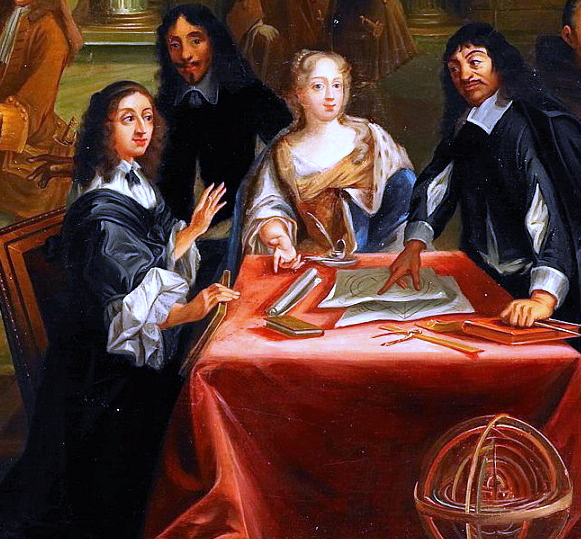
프랑스 철학자 르네 데카르트와 토의중인 크리스티나 여왕.

스웨덴의 왕위는 바사(Vasa) 왕가가 세습하고 있었으며, 칼 9세 제위 때에 왕자들은 반역자로 몰리거나 왕위에서 폐위시켜 세습에서 제외하였다. 구스타브 2세의 남동생은 어린 나이에 죽었으며, 따라서 가문에는 여자들만 남게 되었다. 구스타브 1세 바사의 장남의 여자쪽 자손이 남아있었음에도 불구하고, 크리스티나는 추정상속인이 되었다. 크리스티나는 주로 "여왕"으로 불렸으나 그녀의 아버지는 왕자로 키웠으며, 그녀의 정식 호칭은 "왕"이었다.
크리스티나의 치세의 처음 반에는 그녀의 후견인이자 섭정인 악셀 옥센셰르나에 의해 국가 정책이 결정되었다. 그는 그녀의 아버지 때 재상었고 그녀의 치세 중인 1644년까지 섭정위원회의 주요 인물이었다.
통치자로서, 크리스티나는 1650년 (영어) 스웨덴 국회에서 귀족의 토지 소유에 대한 면세 혜택의 삭감에 대한 다른 계급(성직자, 시민, 소작농 등)의 요구에 반대했다. 유럽의 군주들은 그녀의 도움을 요청했지만, 크리스티나는 요청들을 모두 거절했다.
1649년에 크리스티나는 그녀의 사촌 칼 10세 구스타브를 후계자로 임명했으나, 그녀의 일생에서 왕권에 대해 최소한의 권리 행사에도 참여하지 않았다.
크리스티나 통치 기간에 스웨덴은 "뉴스웨덴"으로 명명된 북아메리카 식민화에 단기간 착수하였다. 최초의 유럽인 정착지인 (영어) 포트 크리스티나는 현재의 미국 델라웨어주 윌밍턴(Wilmington) 근교에 있었으며(또한 델라웨어 계곡에서 최초의 영속적인 정착지였다.), 여왕의 이름을 따서 명명되었다.
크리스티나는 연극과 발레에 관심을 보였다. 앙투안 드 볼리외(Antoine de Beaulieu)가 이끄는 프랑스 발레단은 1638년부터 궁정에 고용되었으며, 이탈리아와 프랑스 오케스트라 역시 궁정에 고용되어 그녀를 기쁘게 하였다. 크리스티나는 (영어) Bollhuset(스웨덴의 극장)에서 공연을 하기 위해 1652년의 이탈리아 오페라단이나 1653년의 네덜란드 연극단 등의 외국인들을 초청하였다. 크리스티나는 또한 자신이 아마추어 배우였으며 궁정에서는 아마추어 연극이 인기였다. 궁정시인 예오리 셰른히엘름(Georg Stiernhielm)은 스웨덴어로 시를 썼는데, Den fångne Cupido eller Laviancu de Diane은 디아나 여신의 주요 부분이 궁정에서 공연되었다. 크리스티나는 춤의 양식인 Amaranterordern을 1653년에 만들었다.

## 퇴위
크리스티나는 그녀의 사촌 칼 10세 구스타브를 지지하며 1654년 6월 5일 왕위에서 물러났다. 이는 전에 그녀의 비밀이었던 가톨릭과, 과학적 예술적 르네상스의 중심지로 가는 것 두 가지를 공개적으로 실천하기 위함이었다. 그 개종의 진정성이 무엇인지는 의문에 싸여 있다. 1651년 예수회 성직자인 파올로 카사티가 크리스티나가 가톨릭이 되려는 의도의 진정성을 평가하기 위해 스톡홀름으로 포교를 간 적이 있었다.
그러나 가톨릭으로의 개종만이 크리스티나의 퇴위의 이유는 아니었고, 그녀의 독단적이고 낭비적인 행태에 대한 비판자들의 불만이 점점 증가하고 있었다. 10년간 크리스티나는 17명의 공작, 46명의 남작, 428명의 하급 귀족을 임명했다. 새 귀족들에게 알맞은 영지를 주기 위해 크리스티나는 연간 1,200,000 (영어) 릭스달러에 해당하는 왕실 재산을 팔거나 저당잡혔다. 이는 거대한 정복지에도 불구하고 크리스티나가 점점 지방 정부를 돌보는 데 지쳐 있었다는 명백한 신호였다.

## 정치적 기여
크리스티나의 결혼에 대한 스웨덴 국회와 상원의 집요한 궁금증은 그녀가 지속적으로 짜증나게 만들었다. 퇴위할 때에 크리스티나는 예술과 과학에 전적으로 헌신할 수 있었다. 장년에 자발적으로 왕위에서 물러나 세계를 놀라게 해준 기회는 그녀의 분명한 상상력에 도움이 되었다. 그녀의 재위 마지막에 그녀는 자기 힘으로 모든 것을 할 수 있을 것처럼 행동했다. 1651년부터 크리스티나의 행동에 큰 변화가 있었다. 모든 일을 자기 마음대로 하거나 주위 사람들에 대한 선입관에 따라 다루었다. 크리스티나는 개신교에 대한 경멸을 과시하듯 드러내었다. 외교 정책에는 어리석음의 극한에 이른 듯 무책임하였다. 크리스티나는 스웨덴의 영향권에서 멀리 벗어나 있는 나라인 에스파냐와의 동맹을 심사숙고했고, 이 동맹의 첫 결과는 포르투갈 침공이었다. 크리스티나는 직무를 완전히 등한시하여 자신의 외국에 대한 취향에 따라 던져버렸다. 상황은 점점 어려워졌고, 강한 안도의 감정으로 스웨덴인들은 그녀가 출발하는 것을 보았다. 그녀는 도나 백작이라는 이름으로 남장을 하고 떠났다.

## 같이 보기
- 알레산드로 스카를라티
- 스웨덴 국왕 연대표